# Richard von Schubert
Adolf Louis Theodor Richard von Schubert (19 de abril de 1850 - 13 de mayo de 1933) sirvió como comandante del Ejército alemán durante la Primera Guerra Mundial.

## Primeros años
Richard Schubert participó como teniente segundo en la Guerra franco-prusiana. En 1875, se graduó de la academia militar prusiana en Berlín y sirvió en 1888 en el Estado Mayor Imperial Alemán. En 1902, pasó a ser comandante de la 39.ª División y en 1906 Gobernador de la Fortaleza de Ulm. En 1907, pasó a ser inspector general de Artillería de Campo y promovido a general de Artillería. El 27 de enero de 1909, fue ennoblecido por Guillermo II, como rey de Prusia, y desde entonces conocido como "Richard von Schubert". Se retiró en 1911.

## Primera Guerra Mundial
Tras la movilización en agosto de 1914, Schubert fue rellamado de su retiro y le fue dado el mando del XIV Cuerpo de Reserva. Su Cuerpo participó en la Batalla de Mulhouse y la Batalla de Lorena, como parte del 7.º Ejército.
Después de seis semanas, el 18 de septiembre de 1914, fue enviado al frente ruso para hacerse cargo del mando del 8.º Ejército relevando a Paul von Hindenburg. Aquí ordenó a su subordinado, el General Hermann von François, retirarse después de la gran victoria de la Primera Batalla de los Lagos Masurianos. François refusó y despachó un telegrama al OHL afirmando que "el Comandante está mal aconsejado". El telegrama impresionó al Kaiser hasta el extremo que relevó inmediatamente a Schubert y puso a François al mando del 8.º Ejército.
Schubert fue enviado de nuevo al frente occidental, donde remplazó a Adolph von Carlowitz como jefe del XXVII Cuerpo de Reserva durante la Primera Batalla del Ypres. En agosto de 1916, sucedió a Josias von Heeringen como comandante del 7.º Ejército. El 27 de enero de 1917, fue ascendido a Generaloberst y el 11 de marzo de 1917 fue relevado del mando y retirado.